# Serednie, Pidhaiți
Serednie (în ucraineană Середнє) este un sat în comuna Zavaliv din raionul Pidhaiți, regiunea Ternopil, Ucraina.

## Demografie
Componența lingvistică a localității Serednie
     Ucraineană (99,53%)
     Alte limbi (0,47%)
Conform recensământului din 2001, majoritatea populației localității Serednie era vorbitoare de ucraineană (99,53%), existând în minoritate și vorbitori de alte limbi.